# Élections sénatoriales de 2011 dans la Marne
Les élections sénatoriales dans la Marne ont lieu le dimanche 25 septembre 2011. Elles ont pour but d'élire les sénateurs représentant le département au Sénat pour un mandat de six années.

## Contexte départemental
Lors des élections sénatoriales du 23 septembre 2001 dans la Marne, trois sénateurs ont été élus, un RPR et deux UDF.
Depuis, tous les effectifs du collège électoral des grands électeurs ont été renouvelés, avec les élections législatives françaises de 2007, les élections régionales françaises de 2010, les élections cantonales de 2008 et 2011 et les élections municipales françaises de 2008.

## Rappel des résultats de 2001
| Tête de liste  | Tête de liste            | Liste          | Voix  | %      | Sièges |
| -------------- | ------------------------ | -------------- | ----- | ------ | ------ |
|                | Yves Détraigne           | UDF-RPR        | 1 022 | 68,54  | 3      |
|                | Jean-Pierre Bouquet      | PS-PCF         | 290   | 19,45  |        |
|                | Annette Laurent          | DVD            | 95    | 6,37   |        |
|                | Patrick Bourlon          | Verts          | 40    | 2,68   |        |
|                | Marie-Geneviève Desanlis | UCF            | 11    | 0,74   |        |
|                | Christian Jubin-Walle    | PRG            | 10    | 0,67   |        |
|                | Pascal Erre              | FN             | 9     | 0,60   |        |
|                | Michel Gigerich          | LO             | 7     | 0,47   |        |
|                | Yves Legentil            | MNR            | 7     | 0,47   |        |
|                |                          |                |       |        |        |
| Inscrits       | Inscrits                 | Inscrits       | 1 535 | 100,00 |        |
| Abstentions    | Abstentions              | Abstentions    | 18    | 1,17   |        |
| Votants        | Votants                  | Votants        | 1 517 | 98,83  |        |
| Blancs et nuls | Blancs et nuls           | Blancs et nuls | 26    | 1,69   |        |
| Exprimés       | Exprimés                 | Exprimés       | 1 491 | 97,13  |        |

## Sénateurs sortants
| Sénateur | Sénateur        | Parti | Fonctions lors de l'élection en 2001         |
| -------- | --------------- | ----- | -------------------------------------------- |
|          | Yves Détraigne  | AC    | Conseiller général, maire de Witry-lès-Reims |
|          | Françoise Férat | AC    | Conseillère générale, maire de Cuchery       |
|          | Mireille Oudit  | UMP   | Maire de Val-de-Vière                        |

## Présentation des candidats et des suppléants
Les nouveaux représentants sont élus pour une législature de 6 ans au suffrage universel indirect par les 1537 grands électeurs du département. Dans la Marne, les sénateurs sont élus au scrutin majoritaire à deux tours. Leur nombre reste inchangé, 3 sénateurs sont à élire. Ils sont 10 candidats dans le département, chacun avec un suppléant.
| T/S | Candidats | Candidats             | Parti | Principale fonction                                        |
| --- | --------- | --------------------- | ----- | ---------------------------------------------------------- |
| T   |           | Jean-Marie Vivenot    | PCF   | Maire du Vézier                                            |
| S   |           | Francine Girard       | PCF   | Adjointe au maire de Cormicy                               |
| T   |           | Jean-Pierre Bouquet   | PS    | Conseiller général, maire de Vitry-le-François             |
| S   |           | Patricia Coradel      | PS    |                                                            |
| T   |           | Stéphane Joly         | EELV  | Adjoint au maire de Reims                                  |
| S   |           | Dominique Determ      | EELV  | Adjointe au maire de Fagnières                             |
| T   |           | Daniel Collard        | DVD   | Conseiller général, conseiller municipal de Thibie         |
| S   |           | Annie Coulon          | DVD   | Conseillère municipale d'Anglure                           |
| T   |           | Pascal Desautels      | DVD   | Conseiller général, maire d'Oger                           |
| S   |           | Jacky Desbrosse       | DVD   | Maire de Huiron                                            |
| T   |           | Yves Détraigne        | AC    | Sénateur sortant, maire de Witry-lès-Reims                 |
| S   |           | Marie-Jeanne Tronchet | AC    | Maire de Moncetz-Longevas                                  |
| T   |           | Françoise Férat       | AC    | Sénatrice sortante, conseillère générale, maire de Cuchery |
| S   |           | François Bourbier     | AC    | Maire de Sommesous                                         |
| T   |           | René-Paul Savary      | UMP   | Président du conseil général                               |
| S   |           | Jean Notat            | UMP   | Maire de Châtrices                                         |
| T   |           | Pascal Erre           | FN    | Conseiller régional                                        |
| S   |           | Thierry Besson        | FN    |                                                            |
| T   |           | Michel Bernard        | DIV   | Maire de Saint-Thierry                                     |
| S   |           | Monique Dorgueille    | DIV   |                                                            |

## Résultats
| Candidat et parti politique | Candidat et parti politique | Candidat et parti politique | Premier tour | Premier tour | Second tour | Second tour |
| Candidat et parti politique | Candidat et parti politique | Candidat et parti politique | Voix         | %            | Voix        | %           |
| --------------------------- | --------------------------- | --------------------------- | ------------ | ------------ | ----------- | ----------- |
|                             | Yves Détraigne              | AC                          | 815          | 54,85        |             |             |
|                             | Françoise Férat             | AC                          | 780          | 52,49        |             |             |
|                             | René-Paul Savary            | UMP                         | 653          | 43,94        | 770         | 54,65       |
|                             | Jean-Pierre Bouquet         | PS                          | 528          | 35,53        | 630         | 44,71       |
|                             | Stéphane Joly               | EELV                        | 335          | 22,54        |             |             |
|                             | Jean-Marie Vivenot          | PCF                         | 278          | 18,71        |             |             |
|                             | Daniel Collard              | DVD                         | 222          | 14,94        |             |             |
|                             | Pascal Desautels            | DVD                         | 200          | 13,46        |             |             |
|                             | Michel Bernard              | DIV                         | 68           | 4,58         |             |             |
|                             | Pascal Erre                 | FN                          | 53           | 3,57         | 9           | 0,64        |
|                             |                             |                             |              |              |             |             |
| Inscrits                    | Inscrits                    | Inscrits                    | 1 537        | 100,00       | 1 537       | 100,00      |
| Abstentions                 | Abstentions                 | Abstentions                 | 22           | 1,43         | 29          | 1,89        |
| Votants                     | Votants                     | Votants                     | 1 515        | 98,57        | 1 508       | 98,11       |
| Blancs et nuls              | Blancs et nuls              | Blancs et nuls              | 29           | 1,89         | 99          | 6,44        |
| Exprimés                    | Exprimés                    | Exprimés                    | 1 486        | 96,68        | 1 409       | 91,67       |